# Giuseppe Eugenio Chiorino
Giuseppe Eugenio Chiorino (Biella, 1871-Turín, 1941) fue un ilustrador modernista, guionista de cine y escritor italiano.

## Biografía

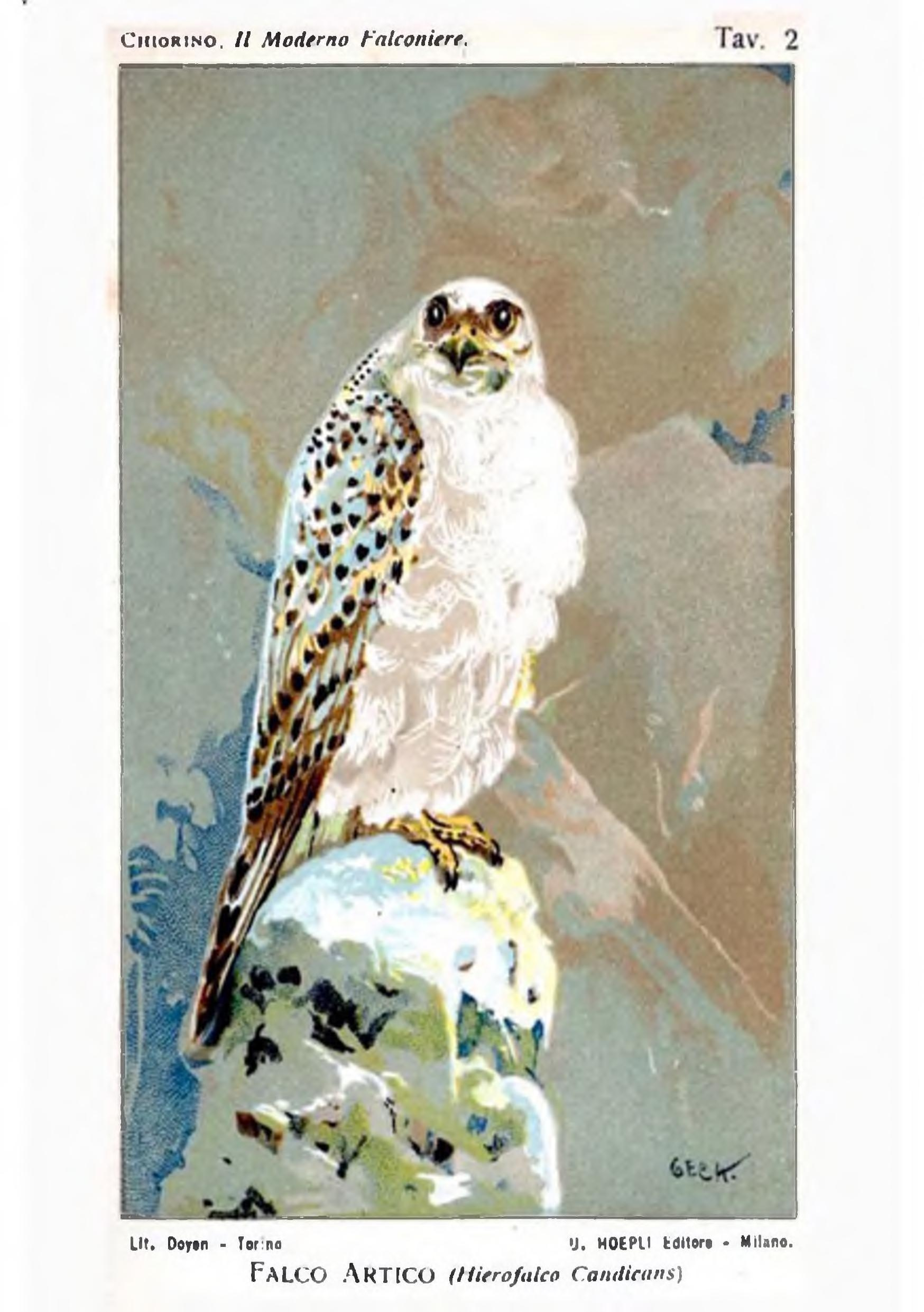
Falco artico por «Gech» (1906)

Nacido en la localidad de Biella el 12 de junio de 1871, Chiorino contribuyó con sus dibujos y colaboraciones en publicaciones periódicas como Scena Illustrata, L'Illustrazione Italiana, Domenica del Corriere, La Domenica dei Fanciulli, Il Corriere dei Piccoli o la española Blanco y Negro. Conspicuo representante del art nouveau en Italia, también trabajó para la industria del cine y la radio. Falleció el 8 de noviembre de 1941 en Turín. Giorino, que usó la firma «Gech», fue autor de un Manuale del moderno falconiere (1906).